# 雷登同盘吸虫
雷登同盘吸虫（学名：Paramphistomum leydeni）为同盘科同盘属的动物。分布于瑞典以及中国大陆的西藏等地，营寄生生活，终末宿主黄牛、绵羊、原羚以及寄生于瘤胃。